# Mozgovo (Gnjilane)
Pour l’article homonyme, voir Mozgovo.
Mazgovë en albanais et Mozgovo en serbe latin (en serbe cyrillique : Мозгово) est une localité du Kosovo située dans la commune/municipalité de Gjilan/Gnjilane, district de Gjilan/Gnjilane (Kosovo) ou district de Kosovo-Pomoravlje (Serbie). Selon le recensement kosovar de 2011, elle ne compte plus aucun habitant.
Selon le découpage administratif du Kosovo, le village est rattaché à la commune/municipalité de Novobërdë/Novo Brdo, dans le district de Pristina.

## Démographie

### Évolution historique de la population dans la localité
| 1948 | 1953 | 1961 | 1971 | 1981 | 1991 | 2011 |
| ---- | ---- | ---- | ---- | ---- | ---- | ---- |
| 154  | 132  | 140  | 133  | 125  | 100  | 0    |

|  |